# 93

## Події
- Римські консули Секст Помпей Колега та Квінт Педуцій Прісцін.
- Сяньбі створили власну конфедерацію у монгольському степу.

## Померли
- 23 серпня — Агрікола Гней Юлій, римський воєначальник і політик
- Ірод Агріппа II — цар Юдеї, син Ірода Агріппи I, онук Арістобула і правнук Ірода Великого.
- Квінт Юній Арулен Рустік — державний діяч, філософ-стоїк часів ранньої Римської імперії, консул-суффект 92 року.